# Épître aux Galates
 (mai 2021).
L'Épître aux Galates est un livre du Nouveau Testament. Il s'agit d'une lettre envoyée par l'apôtre Paul aux Églises de Galatie. La date de rédaction est estimée entre 47 et 52 de notre ère, mais la plupart des historiens s'accordent sur une datation autour de 50/51, soit quinze ou vingt ans après la crucifixion de Jésus. Paul se qualifie lui-même comme « apôtre, non de la part des hommes ni par l'intermédiaire d'un homme, mais par Jésus-Christ et Dieu le Père qui l'a ressuscité des morts ».

## Authenticité
Ce texte fait partie des épîtres « proto-pauliniennes », c'est-à-dire dont l'attribution à Paul est authentifiée.

## Thème
Une crise dans la communauté des chrétiens de Galates est l'occasion pour Paul de développer le rapport entre l'ancienne et la nouvelle alliance.
Cette épître s'adresse en effet à des païens que Paul a convertis directement au christianisme, sans d'abord les rendre Juifs. Mais des chrétiens judaïsants leur ont rendu visite et les ont incités à suivre la Loi juive, notamment en se faisant circoncire. Par cette épître, l'apôtre des gentils veut les en dissuader. Selon Paul, se faire circoncire reviendrait à annuler l'Evangile. Il fonde son propos dans l'histoire du salut par l'opposition entre la foi au Christ et les oeuvres de la Loi.
Cette lettre marque bien la différence entre l'hétéronomie et l'appel à la liberté humaine inhérente au christianisme reçu dans la foi. Paul qualifie la soumission à la loi divine de l'AT de «malédiction» (Galates, chapitre 3). « La loi a été notre surveillant jusqu'à la venue du Christ. Maintenant que le temps de la foi est venu, nous ne dépendons plus de ce surveillant (Galates 3:24) ». Dans son appel à la liberté, Paul affirme que toute la loi se résume à ce seul commandement: «Tu dois aimer ton prochain comme toi-même».
Cette épître énonce le « fruit de l'esprit » à savoir les qualités (amour, joie, paix, patience, bonté, bienveillance, fidélité, douceur, maîtrise de soi) que le chrétien est en mesure de développer lorsqu'il a reçu le Saint-Esprit (Galates 5:22-23).
Elle inscrit aussi la vie chrétienne comme une liberté vécue dans l'amour. Le thème de cette lettre est qu'on ne peut trouver la vraie liberté qu'en vivant l'Évangile de Jésus-Christ. Si les « saints » (soit les chrétiens disciples de Paul) adoptaient les enseignements des judéo-chrétiens qui tenaient à observer la loi de Moïse (à commencer par la circoncision), ils limiteraient ou anéantiraient la liberté qu'ils avaient trouvée dans le Christ. Dans l'épître, Paul se définit comme apôtre, expliquant la doctrine de la justification par la foi et affirme la valeur d'une religion spirituelle.
Paul affirme dans ce texte sa conviction que la « justification » de l'homme vis-à-vis de Dieu ne peut venir de ses œuvres, mais de sa foi en Jésus-Christ ressuscité. Il développera plus longuement ce thème dans l'Épître aux Romains.

## Résumé
Après avoir salué les Églises de Galatie et rendu grâce à Dieu (1,1-5), Paul leur fait part de son inquiétude de les voir s'éloigner de l'évangile qu'il leur a annoncé (1,6-12).

### La foi en Jésus-Christ
Il leur rappelle sa conversion, son action évangélisatrice (1,13-24); ainsi que le soutien qu'il reçut des apôtres pour évangéliser les athées et païens sans leur imposer l'application de la Loi juive (2,1-14). Car ce n'est pas l'application de la Loi qui sauve mais la foi en Jésus-Christ car cette foi permet de recevoir la grâce de Dieu qui rend ainsi la Loi inutile (2,15-21). Il leur rappelle que s'ils ont reçu l'Esprit-saint c'est grâce à la prédication de la foi et non par l'application de la loi (3,1-5). Il prend l'exemple d'Abraham, qui a cru en Dieu bien avant que la loi ne fût donnée à Israël, et qui fut béni de Dieu  (3,6-18).
La loi a été donnée aux hommes afin de les garder du péché et de les préparer à la révélation de la foi par le Christ (3,19-29). Par lui nous sommes maintenant héritiers de la grâce de Dieu et affranchis de la loi de la condamnation, car par la foi en Christ et par la nouvelle naissance nous ne sommes plus condamnés, nous ne sommes plus sous l'acte de condamnation du péché. Paul leur rappelle ainsi les circonstances de leur conversion et les met en garde contre ceux qui ne leur enseignent pas cela (4,11-20).
Paul illustre son propos par l'histoire de Sarah et d'Agar. La descendance d'Agar pouvant représenter la servitude de la loi ; celle de Sarah, la liberté de la foi (4,21-31). Paul fait une lecture symbolique de ces événements : « Il y a là une allégorie » (4, 24).
Ainsi, ceux qui se font circoncire et appliquent les prescriptions religieuses anciennes dans le but d'être des justes devant Dieu renient la grâce et la liberté qu'ils ont reçues du Christ (5,1-12). Cette liberté, qui est fondée sur la vie de l'Esprit, nous attire vers la pureté, la perfection, l'amour de notre prochain et nous éloigne de nos passions et nos désirs charnels; c'est ainsi que la loi devient inutile (5,13-26).

#### Conclusion (6)
Paul conclut son enseignement sur des conseils de charité entre chrétiens et un ultime avertissement contre ceux qui veulent les contraindre à la circoncision.